# 21726 Резванян
21726 Резванян (21726 Rezvanian) — астероїд головного поясу, відкритий 9 вересня 1999 року.
Тіссеранів параметр щодо Юпітера — 3,531.